# Sergio Henao
Pour les articles homonymes, voir Henao.
Henao  Montoya est un nom espagnol. Le premier nom de famille, en général paternel, est Henao ; le second, en général maternel, souvent omis, est Montoya.
Sergio Luis Henao Montoya (né le 10 décembre 1987 à Rionegro, département d'Antioquia), est un coureur cycliste colombien, professionnel entre 2007 et 2021.
Double  champion de Colombie sur route (en 2017 et 2018), il a notamment remporté Paris-Nice en 2017 et des étapes du Tour du Pays basque et du Tour de Pologne. Il a également terminé neuvième au Tour d'Italie 2012, pour son premier grand tour et a joué un rôle d'équipier de Christopher Froome lors de ses victoires du Tour de France en 2016 et 2017 et du Tour d'Italie 2018. À deux reprises, il a été mis à l'écart en raison de problèmes dans son passeport biologique, qui ont été réglés par la suite, l'équipe Sky ayant investi dans des études non encore publiées sur son statut de « natif d'altitude », expliquant ses taux anormaux.

## Biographie

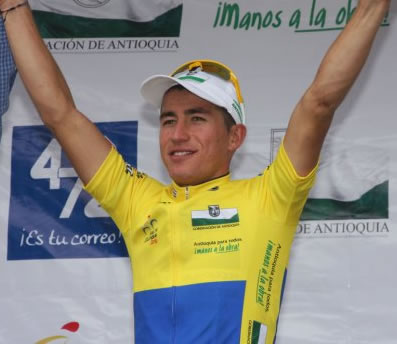
Sergio Henao lors du Tour de Colombie 2010.

Grand espoir du cyclisme colombien, en 2010, il concrétise toutes ces espérances en gagnant son tour national, tout en y remportant trois étapes.

### Saison 2011

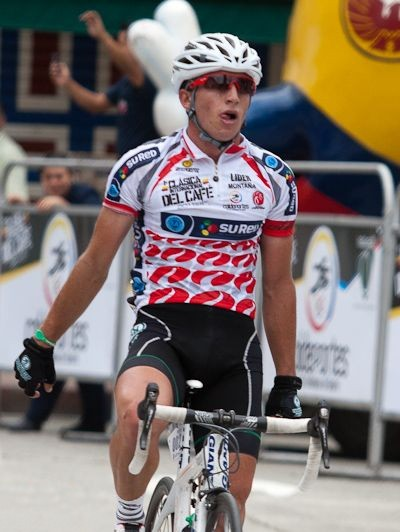
Henao remporte la 2e étape de la Clásica Internacional del Café.

Annoncé par son agent, depuis mars, il signe, au mois d'août, un contrat avec l'équipe Sky, pour les deux prochaines saisons.
Il commence sa saison par des courses à étapes du calendrier national. Il y collectionne les podiums. Il finit deuxième de la Clásica de Rionegro, troisième de la Clásica Internacional del Café, et de nouveau, deuxième de la Vuelta al Tolima et de la Vuelta a Antioquia. 
En juin, il est désigné par ses adversaires Giovanni Báez, Freddy Montaña ou Juan Pablo Suárez comme un favori du Tour de Colombie, qu'il dispute au sein de sa formation Gobernación de Antioquia-Indeportes Antioquia. Celle-ci réalise un grand contre-la-montre par équipes, ce qui permet à ses coéquipiers Julián Rodas puis Óscar Sevilla de porter le maillot de leader. Mais lors de la quatrième étape, son équipe, subissant les attaques concertées de ses adversaires, perd la tête du classement général provisoire au profit de Félix Cárdenas. Ce dernier le conserve grâce aux efforts de ses coéquipiers jusqu'à la huitième étape. Mais le travail de sape porte ses fruits dès le lendemain, où Sevilla remporte sa deuxième victoire d'étape d'affilée et permet à Henao de s'emparer de la tunique de leader. En tête, jusqu'au contre-la-montre en côte de l'ultime étape, Henao rétrograde à l'issue de celui-ci à la quatrième place.
En août, sa formation est invitée à participer à deux épreuves de l'UCI America Tour aux États-Unis. Au 2011 Tour of Utah (en), il gagne le prologue, une montée de 2,1 km, pour s'emparer du maillot de leader. Lors de la première étape, il s'échappe en compagnie d'Óscar Sevilla, de Levi Leipheimer et de Janez Brajkovič. Les 2 min 35 d'avance qu'ils prennent, sur le reste du peloton, leur permettent de se disputer la victoire finale. Il garde le maillot de leader jusqu'au contre-la-montre de la 3e étape, où Leipheimer le lui ravit. Malgré les 33 secondes effacées le lendemain et sa victoire dans l'ultime étape, Henao termine deuxième du Tour de l'Utah, à seulement 23 secondes de l'Américain. 
Puis à la fin du mois, son équipe dispute le 2011 USA Pro Cycling Challenge, particulièrement relevé puisque les trois premiers du Tour de France 2011 et pas moins de huit UCI ProTeams sont présentes. Henao se distingue lors de la 1re étape, où il termine deuxième derrière le futur vainqueur de l'épreuve, Leipheimer. Mais il perd du temps lors du contre-la-montre de la 3e étape et termine 19e du Tour du Colorado 2011.
Sergio Henao termine l'UCI America Tour 2011 à la troisième place du classement individuel.

### 2012-2018: Team Sky

#### Saison 2012

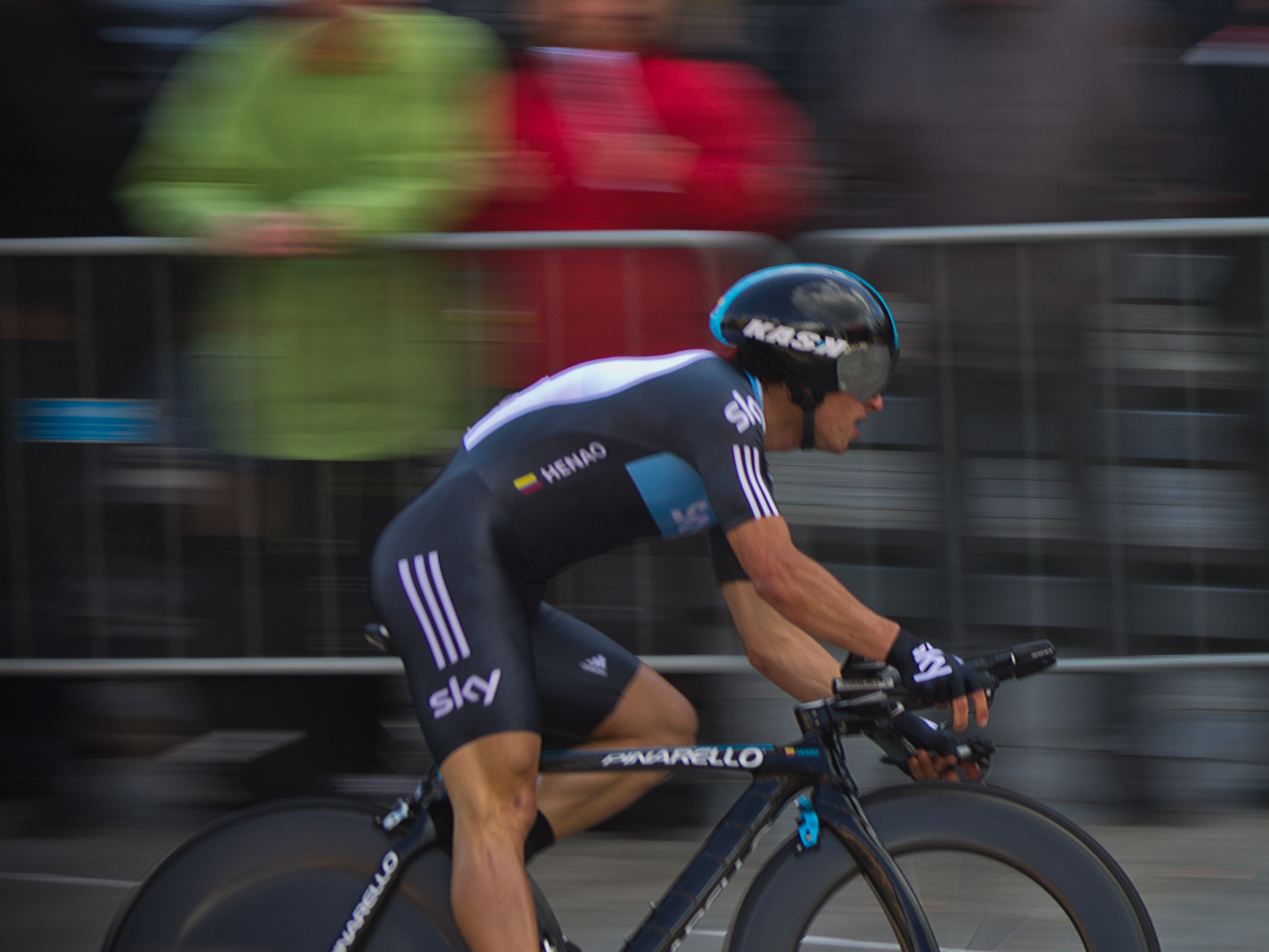
Henao lors du contre-la-montre inaugural du Tour d'Italie 2012.

Sa saison commence, dès octobre 2011, par le Clásico RCN. Il y remporte la 2e étape et endosse le maillot de leader, dépossédant Iván Casas. Il règle ses trois compagnons d'échappée mais surtout relègue le peloton des favoris à deux minutes. Il maintient cet écart jusqu'à la 6e étape. Lors de celle-ci, il cède sous l'attaque de ses rivaux d'EPM-UNE et se retrouve distancé, mais à 20 km de l'arrivée, tout rentre dans l'ordre et il en profite même pour grappiller quelques secondes. Ce n'est que partie remise, dès le lendemain, il perd son maillot de leader au profit d'un membre des EPM-UNE, Rafael Infantino (qui gagnera les trois dernières étapes). Au matin de l'ultime étape, un contre-la-montre en côte, il est encore deuxième du Clásico, mais sa contre-performance l'éjecte du podium (il termine finalement cinquième).
Au début de l'année civile, il élit domicile à Pampelune. Sa première course qu'il dispute pour l'équipe Sky est le Challenge de Majorque. Il monte sur le podium du Trofeo Deià, troisième manche de l'épreuve. Après une fugue de quatorze coureurs, cinq hommes (dont Henao) s'isolent pour se disputer la victoire. À 2 km de l'arrivée, dans la descente de la dernière difficulté, son coéquipier Lars Petter Nordhaug s'enfuit et s'impose. Sergio finit à 28 secondes, battu au sprint pour la seconde place.
À la mi-février, dans une interview accordée à la revue Mundo ciclístico, Sergio Henao déclare que l'objectif de sa saison est le Giro. Afin de s'y préparer, il prend le départ du Tour du Pays basque, duquel il termine à la 13e place du classement général final.
Il dispute ensuite les classiques ardennaises. À l'Amstel Gold Race comme à la Flèche wallonne, il arrive au pied de la bosse terminale avec le peloton des leaders. Au sommet du Cauberg, il finit 21e à 19 secondes d'Enrico Gasparotto, tandis qu'au Mur de Huy, il termine 14e à 11 secondes du vainqueur Joaquim Rodríguez. À Liège-Bastogne-Liège, il chute, dans la côte de la Roche-aux-faucons, à 20 km de l'arrivée, et ne peut revenir sur la tête de la course. Il arrive, en compagnie de Fränk Schleck, dans un groupe à 2 min 11 s de Maxim Iglinskiy, et se classe 29e.
Puis il s'aligne au Tour d'Italie, qu'il termine à la neuvième place. Il finit, également, deuxième du classement du meilleur jeune. Cette performance remarquable s'avère un peu décevante en regard des performances qu'il réalise lors des deux premières semaines de course. En effet, il arrive au second jour de repos en ayant terminé chaque jour dans le peloton des favoris. Il n'a perdu du temps que lors des contre-la-montre, individuel de la première étape et par équipes de la quatrième. Ainsi au soir de la quinzième étape, il entre dans le Top 10 du classement général provisoire (huitième à 1 min 55 s ) et endosse le maillot blanc du meilleur jeune (dépossédant son leader Rigoberto Urán). Lors du jour de repos, il confie dans une interview au site Cyclingnews, sa relative confiance aux abords des trois étapes de montagne qui se profilent. Il ajoute vouloir terminer dans les cinq premiers du Giro. Le manager général de son équipe, Dave Brailsford ne voit d'ailleurs aucune raison à ce que Henao ne revienne pas un jour pour gagner le Tour d'Italie. Pourtant deux jours après, il ne peut accompagner les meilleurs lors de la dix-septième étape et concède 2 min 47 s . Il doit céder, également, son maillot blanc à son coéquipier Urán. Lors de la dernière étape de montagne, dans les derniers kilomètres de l'ascension du Col du Stelvio, Henao suit l'attaque de Michele Scarponi mais doit rapidement le laisser partir. Pire, il doit attendre son leader, Urán qui fléchit. Il finit, alors, à près de cinq minutes du vainqueur Thomas De Gendt, ce qui le fait sortir du Top 10 du classement général (onzième à 7 min 20 s ). Mais lors de l'ultime contre-la-montre qui clôt la 95e édition du Tour d'Italie, il reprend 1 min 42 s à Mikel Nieve et 1 min 59 s à John Gadret, ce qui lui permet de s'octroyer la neuvième place finale à leurs dépens. De ce fait, il termine dans les dix premiers, son premier grand tour.
Dans une interview réalisée par la revue Mundo ciclístico, juste après le Giro, il déclare avoir réalisé son rêve en participant à un des trois grands tours. Lui qui, à dix-neuf ans à peine, avait annoncé vouloir monter sur le podium d'une des trois grandes courses majeurs, après une victoire remportée dans la Clásica de Norte de Santander, affirme avoir reçu ses galons de cycliste en participant au Tour d'Italie. Il ajoute également avoir ressenti une joie sans égal, lorsqu'il monta sur le podium protocolaire pour endosser le maillot blanc du meilleur jeune. En théorie, avec Urán, il était un coureur protégé dans son équipe, pour viser une place au classement général. Et lorsqu'ils ont répondu à l'attente des dirigeants, leurs équipiers ont été mis à leur disposition. Enfin, lorsqu’il est interrogé sur sa performance dans le contre-la-montre du dernier jour, il déclare s'être entraîné spécifiquement à Pampelune.
À la mi-juillet, Henao participe au Tour de Pologne, épreuve de l'UCI World Tour 2012. Lors de la sixième et avant-dernière étape, Sergio Henao brille et rate de peu la victoire. L'étape-reine de la compétition se dispute sur un circuit de quarante kilomètres à parcourir cinq fois. Trois difficultés sont répertoriées, ce qui cumulées atteint le chiffre de 3800 mètres de dénivelé positif. À une quinzaine de kilomètres de l'arrivée, alors que le peloton est fort d'une centaine d'unités, Rigoberto Urán lance son équipier Henao. Celui-ci fait le trou rapidement mais ne peut empêcher le retour d'une vingtaine de coureurs dans le faux plat qui suit. Pourtant, Henao, à trois kilomètres de l'arrivée, attaque de nouveau, dans la bosse terminale. Il semble avoir course gagnée, lorsque Moreno Moser lance le sprint de loin et réussit à doubler le Colombien à dix mètres de la ligne. Celui-ci se classe, toutefois, deuxième de l'étape. Henao se replace au troisième rang du classement général (position qu'il maintient, le lendemain, lors de la dernière étape, un critérium dans Cracovie).

#### Saison 2013

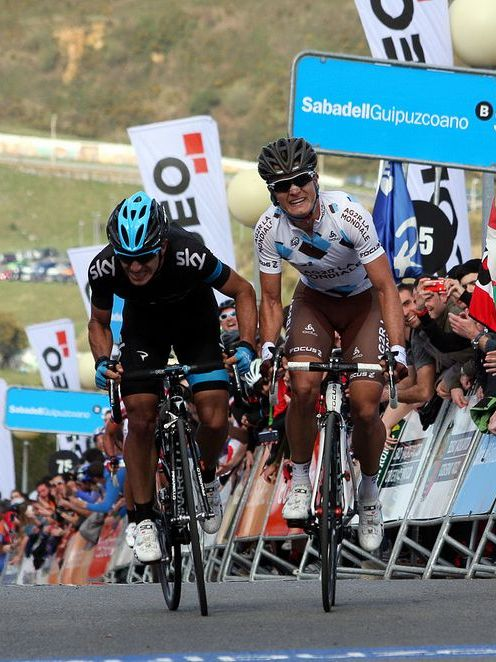
Henao devance Carlos Betancur lors de la troisième étape du Tour du Pays basque 2013

La saison 2013 de Henao débute sur les routes du Challenge de Majorque, où il se classe deuxième du Trofeo Serra de Tramuntana et neuvième du Trofeo Platja de Muro. Il court ensuite le Tour de l'Algarve au Portugal : il remporte la troisième étape, il s'agit de sa première victoire sous les couleurs de l'équipe Sky. Henao s'adjuge également la troisième étape du Tour du Pays basque, sa première victoire sur le circuit World Tour. Cette victoire lui permet de prendre la tête du classement général et du classement par points. Henao termine troisième de l'épreuve, à la suite de la dernière étape disputée sous la forme d'un contre-la-montre de 24 kilomètres. Il est devancé au général par son compatriote Nairo Quintana et par Richie Porte. 
En avril, il termine deuxième de la Flèche wallonne puis sixième de l'Amstel Gold Race. Il prend part au Tour d'Italie qu'il termine seizième en remportant le contre-la-montre par équipes de la deuxième étape. En fin de saison, il prend la cinquième place du Tour de Pologne, la vingt-huitième du Tour d'Espagne et la quinzième du championnat du monde.

#### Saison 2014
Pour la saison 2014, Henao est rejoint au sein de l'équipe Sky par son cousin Sebastián Henao. 
Le 19 mars 2014, l'équipe Sky annonce qu'elle retire Henao du calendrier des courses de l'équipe pendant huit semaines, lequel a présenté des taux anormaux lors de contrôles effectués en octobre 2013 en altitude. Le manager principal de l'équipe Sky, Dave Brailsford, explique que la capacité de l'équipe à interpréter les résultats de Henao est entravée par un manque de connaissance sur les personnes nées en altitude comme lui. Des experts indépendants sont chargés de faire la lumière sur la situation. Par la suite en juin 2014, l'équipe annonce que le programme de recherche, mené par des chercheurs de l'Université de Sheffield, avec la collaboration de l'agence antidopage de la Colombie, est achevé. Les résultats sont envoyés à l'Agence mondiale antidopage, l'Union cycliste internationale et la Fédération colombienne de lutte contre le dopage. Henao revient à la compétition lors du Tour de Suisse 2014. Il se fracture la rotule durant cette course, ce qui met fin à sa saison.

#### Saisons 2015-2016

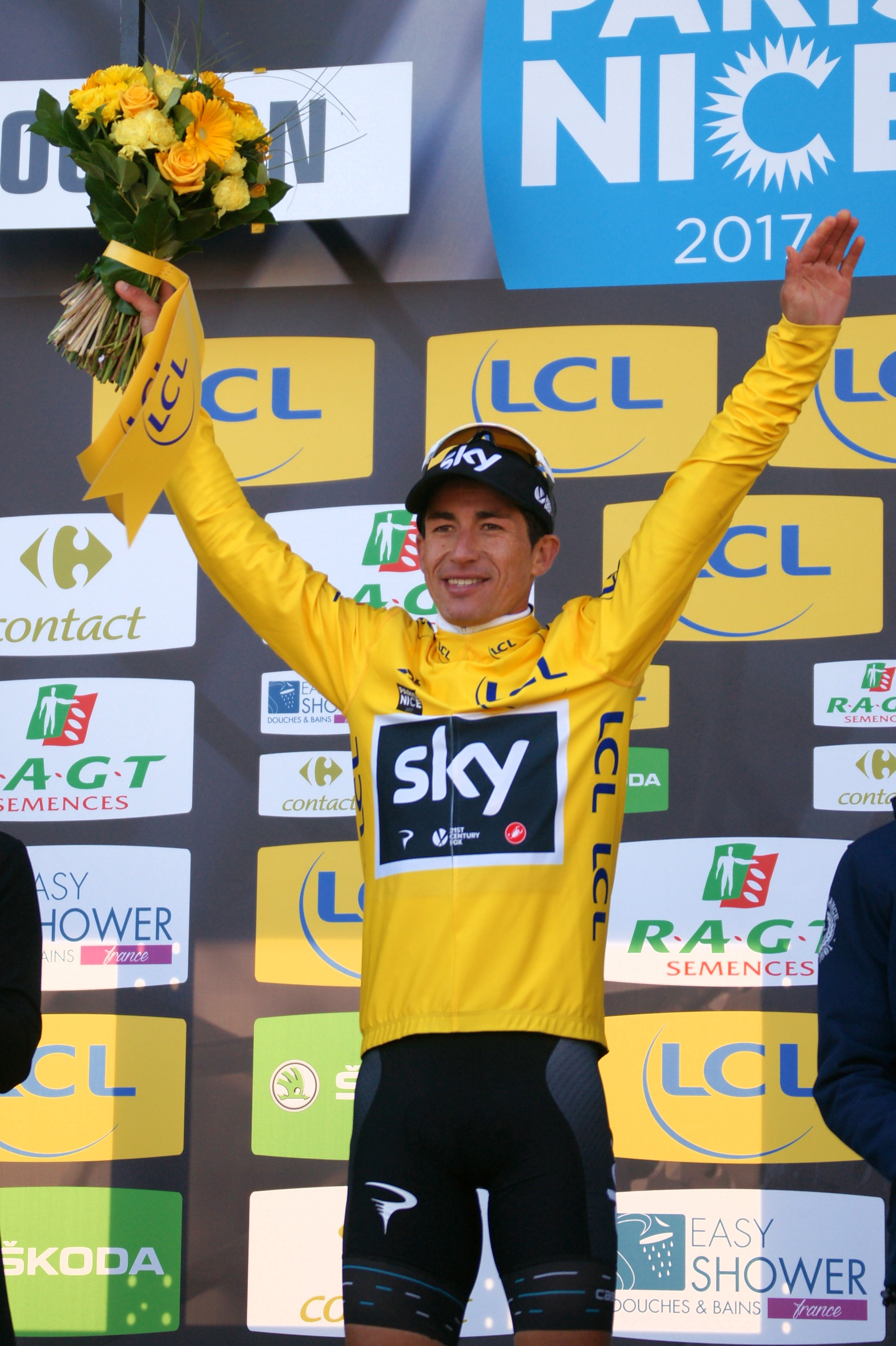
Sur le podium de Paris-Nice 2017.

Henao fait son retour lors de la Semaine internationale Coppi et Bartali 2015, où il aide son coéquipier Ben Swift à se classer deuxième. Il participe ensuite au Tour du Pays basque où il termine deuxième de la troisième étape et prend la tête de la course. Il conserve la tête jusqu'au contre-la-montre individuel final de l'étape 6, où sa quatrième place ne suffit pas à battre Joaquim Rodríguez au classement. En avril, il septième de la Flèche wallonne, puis de Liège-Bastogne-Liège. Le mois suivant, il se classe troisième du Tour de Californie. Très régulier, il est ensuite pendant l'été onzième du Tour de Suisse et huitième du Tour de Pologne. Il participe ensuite au Tour d'Espagne et se classe en fin de saison neuvième du Tour de Lombardie.
Il commence sa saison 2016 au Tour Down Under, où il termine troisième du classement général et remporte le classement de la montagne. Il est ensuite deuxième de son championnat national. Sa première course européenne de l'année est Paris-Nice en mars, où il se classe sixième au classement général et joue un rôle crucial dans la victoire de son coéquipier Geraint Thomas sur la dernière étape en contrôlant plusieurs attaques d'Alberto Contador. Il poursuit sa bonne forme en avril, où il est deuxième du Grand Prix Miguel Indurain et du Tour du Pays basque. Il est considéré comme l'un des favoris de la Flèche wallonne. Mais, le 20 avril, le jour de la course, il est annoncé que Henao est temporairement suspendu par sa formation, après que l'UCI a ouvert une enquête sur son passeport biologique, portant sur les mêmes données qui avaient causé son retrait en 2014. Henao déclare qu'il est « calme et confiant que cette affaire [soit] résolu rapidement » (calm and confident that this [would] be resolved soon), tandis que Dave Brailsford réitère sa confiance en son coureur. Le 31 mai, l'UCI confirme dans un communiqué qu'il ne serait pas poursuivi. Il est sélectionné comme équipier pour disputer le Tour de France, où il termine douzième et participe au troisième succès de Christopher Froome. Sélectionné pour la course en ligne des Jeux olympiques, il chute dans la dernière partie du parcours alors qu'il entrevoit une médaille et se fracture la crête iliaque. Lors de sa convalescence de nombreuses rumeurs le voient quitter la formation Sky pour des équipes comme Dimension Data ou Bahrain-Merida. Mais, fin septembre, il assure avoir reconduit son contrat, arrivé à terme, pour deux nouvelles saisons. En fin d'année 2016, il est classé 14e du classement World Tour et 39e du Classement mondial UCI.

#### Saisons 2017-2018

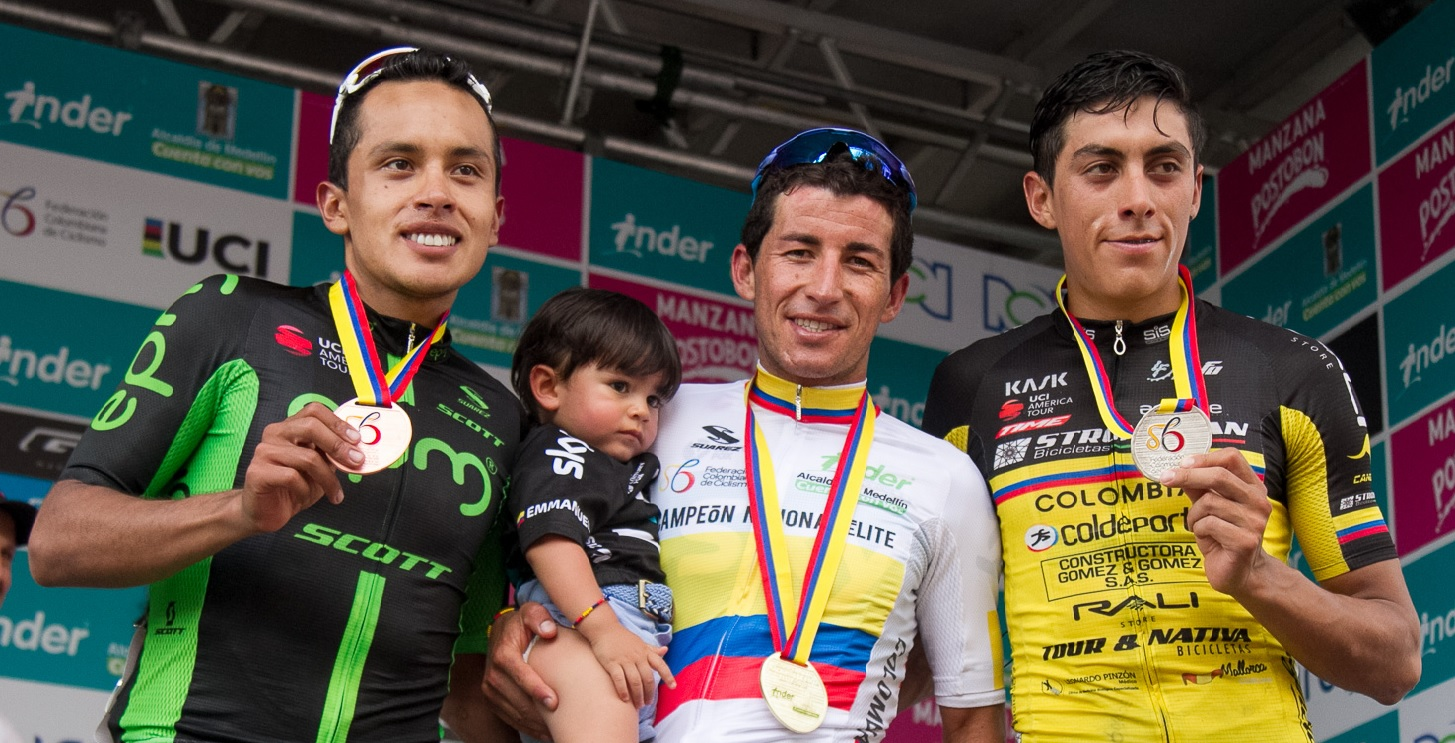
Sur le podium du championnat de Colombie 2018.

Il entame l'année 2017 sur le Tour Down Under, où il se classe douzième au classement général. Puis, il est champion de Colombie sur route et obtient le droit de porter le maillot de champion national durant un an. En mars, il remporte le classement général de Paris-Nice pour deux secondes devant Alberto Contador. Contador s'était lancé dans une échappée de 50 kilomètres avec deux autres coureurs lors de la dernière étape au cours de laquelle il est même leader virtuel, mais est battu au sprint par son compatriote David de la Cruz qui le prive de précieuses secondes de bonification. Henao est ensuite troisième du Grand Prix Miguel Indurain et huitième du Tour du Pays basque. Il est également placé sur les classiques ardennaises : sixième de l'Amstel Gold Race, quatrième de la Flèche wallonne et treizième de Liège-Bastogne-Liège. Il participe ensuite en juillet au quatrième sacre de Christopher Froome sur le  Tour de France.
Son année 2018 est plus difficile en termes de résultats personnels. En janvier, il conserve son titre de champion de Colombie sur route. Il est par la suite quatrième de Colombia Oro y Paz, douzième de Paris-Nice, onzième de la Flèche wallonne et neuvième de Liège-Bastogne-Liège. Il participe avec un rôle d'équipier au Tour d'Italie (remporté par son leader Froome) et au Tour d'Espagne.
En septembre 2018, il annonce qu'il rejoint l'équipe UAE Emirates après sept ans chez Sky.

### 2021 - 2022
Après dix ans passés dans des équipes au plus haut niveau international, Sergio Luis Henao annonce la fin de sa carrière de cycliste professionnel en mars 2022. Voulant continuer dans une UCI WorldTeam, il a reçu, fin 2021, à la cessation d'activité de sa dernière formation, l'équipe sud-africaine Qhubeka de nombreuses propositions mais aucune ne la séduit. Il ne se résout pourtant pas à renoncer à la compétition. Ainsi au mois de mai, il est sur la liste des engagés de la Joe Martin Stage Race au sein de la formation dominicaine "Emanuel Ibarry &2ndBike", course qu'il termine à la quatrième place. Au cours de la saison, il prend part également à une compétition en Équateur, la Clásica de Guayaquil. Il gagne la première étape et conclut l'épreuve à la deuxième place dans le même temps que le vainqueur, Óscar Sevilla.
Fin décembre, la ligue nationale américaine de cyclisme présente la formation "Denver Disruptors", première équipe invitée à disputer sa nouvelle compétition, dont le chef de file sera Sergio Henao.

## Palmarès et résultats

### Palmarès par année
| - 2006 - Vuelta Gobernacion Norte de Santander - 3e de la Clasica de Guarné - 3e de la Vuelta a Antioquia - 2007 - Clásico Ciclístico Banfoandes : - Classement général - 4e et 6e étapes - 3e étape de la Vuelta a Antioquia - 1re étape de la Vuelta Gobernacion Norte de Santander - 3e de la Vuelta a Antioquia - 3e du championnat de Colombie du contre-la-montre espoirs - 2008 - 1re étape de la Clásica de Rionegro - Tour de Colombie espoirs : - Classement général - 2e et 5e étapes - 2e de la Vuelta al Valle del Cauca - 2009 - Grand Prix du Portugal : - Classement général - 3e étape - Cinturón a Mallorca : - Classement général - 4e étape - 3e étape de la Coupe des nations Ville Saguenay - 2e du Tour de Beauce - 3e de la Coupe des nations Ville Saguenay - 2010 - 2e étape de la Clásica de Fusagasugá - 2e étape de la Clásica Club Deportivo Boyacá - 3e étape de la Vuelta a Antioquia - Tour de Colombie : - Classement général - 1re (contre-la-montre par équipes), 4e et 10e étapes - 7e étape du Clásico RCN - 2e de la Clásica de Fusagasugá - 2e de la Clásica de El Carmen de Viboral - 2e de la Vuelta a Antioquia - 2e du Clásico RCN - 3e de la course en ligne aux Jeux sud-américains - 2011 - 2e étape du Gran Premio Internacional de Café - 2e étape de la Vuelta a Antioquia - Prologue et 5e étape du Tour de l'Utah - 2e étape du Clásico RCN - 2e de la Clásica de Rionegro - 2e de la Vuelta a Antioquia - 2e du Tour de l'Utah - 3e du Gran Premio Internacional de Café - 3e de l'UCI America Tour - 2012 - 2e du Tour de Burgos - 3e du Trofeo Deià - 3e du Tour de Pologne - 5e du Tour de Lombardie - 9e du Tour d'Italie - 9e du championnat du monde sur route | - 2013 - 3e étape du Tour de l'Algarve - 3e étape du Tour du Pays basque - 2e étape du Tour d'Italie (contre-la-montre par équipes) - 2e de la Flèche wallonne - 2e du Trofeo Deià - 3e du Tour du Pays basque - 5e du Tour de Pologne - 6e de l'Amstel Gold Race - 2015 - 6e étape du Tour de Pologne - 2e du Tour du Pays basque - 3e du Tour de Californie - 7e de la Flèche wallonne - 7e de Liège-Bastogne-Liège - 8e du Tour de Pologne - 9e du Tour de Lombardie - 2016 - 2e du championnat de Colombie sur route - 2e du Grand Prix Miguel Indurain - 2e du Tour du Pays basque - 3e du Tour Down Under - 6e de Paris-Nice - 2017 - Champion de Colombie sur route - Classement général de Paris-Nice - 3e du Grand Prix Miguel Indurain - 4e de la Flèche wallonne - 6e de l'Amstel Gold Race - 8e du Tour du Pays basque - 2018 - Champion de Colombie sur route - 9e de Liège-Bastogne-Liège - 2022 - 1re étape de la Clásica de Guayaquil - 2e de la Clásica de Guayaquil - 2024 - Vuelta a Antioquia - Classement général - 2e et 4e étapes - Clásica de Marinilla : - Classement général - 1re étape - Tour de Rio : - Classement général - 1re étape - 3e de la Clásica de Anapoima - 2025 - Jamaica International Cycling Classic |  |

### Résultats sur les grands tours

#### Tour de France
4 participations
- 2016 : 12e
- 2017 : 28e
- 2019 : 47e
- 2021 : 21e

#### Tour d'Italie
2 participations
- 2012 : 9e
- 2013 : 16e, vainqueur de la 2e étape (contre-la-montre par équipes)
- 2018 : 13e

#### Tour d'Espagne
7 participations
- 2012 : 14e
- 2013 : 28e
- 2015 : 22e
- 2018 : 28e
- 2019 : 45e
- 2020 : 15e
- 2021 : abandon (19e étape)

### Résultats sur les championnats

#### Jeux sud-américains

##### Course en ligne
1 participation.
- 2010 : Troisième de l'épreuve[60].

### Classements mondiaux
| Année                                 | 2009 | 2010 | 2011 | 2012 | 2013 | 2014 | 2015 | 2016 | 2017 | 2018 | 2019 | 2020 | 2021 | 2022  | 2023  | 2024 |
| ------------------------------------- | ---- | ---- | ---- | ---- | ---- | ---- | ---- | ---- | ---- | ---- | ---- | ---- | ---- | ----- | ----- | ---- |
| UCI World Tour                        |      |      |      | 19e  | 19e  | 218e | 32e  | 14e  | 25e  | 95e  |      |      |      |       |       |      |
| Classement mondial                    |      |      |      |      |      |      |      | 39e  | 36e  | 126e | 373e | 240e | 433e | 1569e | 1387e | 945e |
| UCI Europe Tour                       | 150e | nc   | nc   |      |      |      |      | 471e | 534e | nc   |      |      |      |       |       |      |
| UCI America Tour                      | 31e  | nc   | 3e   |      |      |      |      | 89e  | 48e  | 8e   | 34e  | 18e  | 39e  | 230e  | nc    | nc   |
|                                       |      |      |      |      |      |      |      |      |      |      |      |      |      |       |       |      |
| Légende : nc = non classéSource : UCI |      |      |      |      |      |      |      |      |      |      |      |      |      |       |       |      |